# 1992 à Paris
 Chronologie de l'histoire de Paris
- 1988
- 1989
- 1990
- 1991
- 1992
- 1993
- 1994
- 1995
- 1996

Cette page concerne l'année 1992 du calendrier grégorien.

## Chronologie

### Avril 1992
- 1er avril : prolongement de la ligne 1 du métro de Paris de la station Pont de Neuilly à la station La Défense

## Décès à Paris en 1992
- 14 mars : Jean Poiret, 65 ans, acteur, réalisateur et scénariste français. (° 17 août 1926)
- 4 juillet : Francis Perrin, 90 ans, physicien français, professeur au Collège de France. (° 17 août 1901)